# Katastrofa lotu Iran Air 277
Katastrofa lotu Iran Air 277 – katastrofa lotnicza, która wydarzyła się 9 stycznia 2011 nieopodal miasta Urmia w prowincji Azerbejdżan Zachodni w Iranie. W katastrofie Boeinga 727-286Adv linii lotniczych Iran Air zginęło 77 osób.

## Samolot
Samolot, który uległ katastrofie, to Boeing 727-286Adv o numerze rejestracyjnym EP-IRP. Maszyna została wyprodukowana w 1974 roku i nosiła numer seryjny 20945. Została przekazana przewoźnikowi 24 czerwca 1974 roku.

## Katastrofa
Samolot rozbił się nieopodal miasta Urmii. Maszyna leciała z lotniska w Teheranie do miasta Urmia. Piloci podchodzili do lądowania w bardzo niekorzystnych warunkach atmosferycznych – padał śnieg i panowało gęste zamglenie. Za pierwszym razem załodze nie udało się wylądować i postanowili odejść na drugi krąg, tzw. go-around. W czasie tego manewru samolot uderzył w pobliskie wzgórza. Maszyna roztrzaskała się na wiele części, ale nie doszło do eksplozji ani pożaru.
Początkowo podawano sprzeczne informacje co do liczby osób, które były w samolocie. Ostatecznie Irańska Organizacja Lotnictwa Cywilnego dzień po katastrofie potwierdziła, że zgodnie z dokumentacją lotu na pokładzie było w sumie 93 pasażerów i 12 członków załogi, a więc samolotem podróżowało łącznie 105 osób. W katastrofie zginęło 77 osób, a uratowało się 28.

## Narodowości ofiar katastrofy
| Kraj  | Pasażerowie | Załoga | Razem |
| ----- | ----------- | ------ | ----- |
| Iran  | 63          | 10     | 73    |
| Irak  | 4           | –      | 4     |
| Razem | 67          | 10     | 77    |